# Céline Dion (musikalbum)
Céline Dion är ett självbetitlat studioalbum av den kanadensiska sångaren Céline Dion. Det gavs ut den 31 mars 1992 och innehåller 15 låtar.

## Låtlista
| Nr  | Titel                        | Längd |
| --- | ---------------------------- | ----- |
| 1.  | Introduction                 | 1:15  |
| 2.  | Love Can Move Mountains      | 4:53  |
| 3.  | Show Some Emotion            | 4:29  |
| 4.  | If You Asked Me To           | 3:55  |
| 5.  | If You Could See Me Now      | 5:07  |
| 6.  | Halfway to Heaven            | 5:05  |
| 7.  | Did You Give Enough Love     | 4:21  |
| 8.  | If I Were You                | 5:07  |
| 9.  | Beauty and the Beast         | 4:04  |
| 10. | I Love You, Goodbye          | 3:33  |
| 11. | Little Bit of Love           | 4:27  |
| 12. | Water from the Moon          | 4:38  |
| 13. | With This Tear               | 4:12  |
| 14. | Nothing Broken But My Heart  | 5:55  |
| 15. | Where Does My Heart Beat Now | 4:33  |

## Listplaceringar
| Lista       | Topplacering |
| ----------- | ------------ |
| Australien  | 15           |
| Nya Zeeland | 31           |